# 송방송
송방송(宋芳松 1942~2021년)은 대한민국의 국악학, 한국음악사학자이다. 한국예술종합학교 교수, 전 국립국악원 원장이다.
1. ↑  https://www.yna.co.kr/view/AKR20210819171000005